# Marvel vs. Capcom 2: New Age of Heroes
Marvel vs. Capcom 2: New Age of Heroes (マーヴルVS.カプコン 2 ニューエイジ オブ ヒーローズ?, Māvuru bāsasu Kapukon Tsū: Nyū Eiji obu Hīrōzu) è un videogioco picchiaduro ad incontri, sviluppato e pubblicato dalla Capcom. Si tratta del sesto gioco della serie di videogiochi Marvel vs. Capcom.
Con il quarto titolo della serie, la Capcom semplifica i controlli di gioco per rendere il gameplay del videogioco più appetibile ad un pubblico quanto più ampio possibile. Si tratta del primo  gioco della serie a non avere dei finali specifici per ogni personaggio, ma un unico finale comune a tutti i personaggi.

## Personaggi
Il gioco contempla cinquantasei personaggi giocabili, ventotto della Marvel e ventotto della Capcom.
| Marvel                     | Capcom                                                  |
| -------------------------- | ------------------------------------------------------- |
| Cuore Nero                 | Akuma (Gouki in Giappone, Super Street Fighter 2 Turbo) |
| Cable                      | Amingo                                                  |
| Capitan America            | Anakaris (Darkstalkers)                                 |
| Colosso                    | B.B. Hood (Bulleta in Giappone, Darkstalkers 3)         |
| Ciclope                    | Cammy (Super Street Fighter 2)                          |
| Dottor Destino             | Captain Commando (Captain Commando)                     |
| Gambit                     | Charlie (Nash in Giappone, Street Fighter Alpha)        |
| Hulk                       | Chun-Li (Street Fighter 2)                              |
| Uomo Ghiaccio              | Dan (Street Fighter Alpha)                              |
| Iron Man                   | Dhalsim (Street Fighter 2)                              |
| Fenomeno                   | Felicia (Darkstalkers)                                  |
| Magneto                    | Guile (Street Fighter 2)                                |
| Marrow                     | Hayato (Star Gladiator)                                 |
| Omega Red                  | Jill Valentine (Resident Evil)                          |
| Psylocke                   | Jin (CyberBots Full Metal Madness)                      |
| Rogue                      | Ken (Street Fighter)                                    |
| Sabretooth                 | M. Bison (Vega in Giappone, Street Fighter 2)           |
| Sentinelle                 | Mega Man (Rockman in Giappone, Mega Man )               |
| Shuma-Gorath               | Morrigan Aensland (Darkstalkers)                        |
| Silver Samurai             | Roll (Mega Man)                                         |
| Uomo Ragno                 | Ruby Heart                                              |
| Spirale                    | Ryu (Street Fighter)                                    |
| Tempesta                   | Sakura (Street Fighter Alpha 2)                         |
| Thanos                     | Servbot (Kobun in Giappone, Megaman Legend)             |
| Venom                      | SonSon (SonSon Legends)                                 |
| War Machine                | Strider Hiryu (Strider)                                 |
| Wolverine                  | Tron Bonne (Megaman Legend)                             |
| Wolverine (artigli d'osso) | Zangief (Street Fighter 2)                              |

## Accoglienza
La rivista Play Generation classificò la versione nord americana come il terzo gioco più raro per PlayStation 2.